# ミューザ川崎シンフォニーホール
ミューザ川崎シンフォニーホール（ミューザかわさきシンフォニーホール）は、神奈川県川崎市幸区のJR川崎駅西口駅前に所在するコンサートホール。オフィス棟「ミューザ川崎セントラルタワー」、ショッピングゾーンなどが建設された再開発地区「ミューザ川崎」の一部である。

## 歴史
- 1983年10月 : 川崎市が川崎駅西口整備構想を発表。
- 1989年10月 : 川崎市から住宅・都市整備公団（現在の都市再生機構）へ再開発事業の施行を要請。
- 2002年11月 : 東京交響楽団がフランチャイズホールとして定期コンサートを行うことを決定。
- 2003年12月 : 併設の高層オフィスビル「ミューザ川崎セントラルタワー」が竣工。
- 2004年4月18日 : 「音楽のまち・かわさき」推進協議会が発足。
- 2004年7月1日 : 開館（川崎市制80周年記念日）。こけら落しは、市制80周年記念式典とマーラー作曲交響曲第8番「千人の交響曲」（秋山和慶指揮/東京交響楽団。この公演は即日完売のため、急遽3日に追加公演が行われた）。
- 2011年3月11日 : 東日本大震災による被害を受け営業休止（ 詳細は#東日本大震災による被害を参照）。
- 2013年4月1日 : リニューアルオープン[3]。

## 概要
施設概要

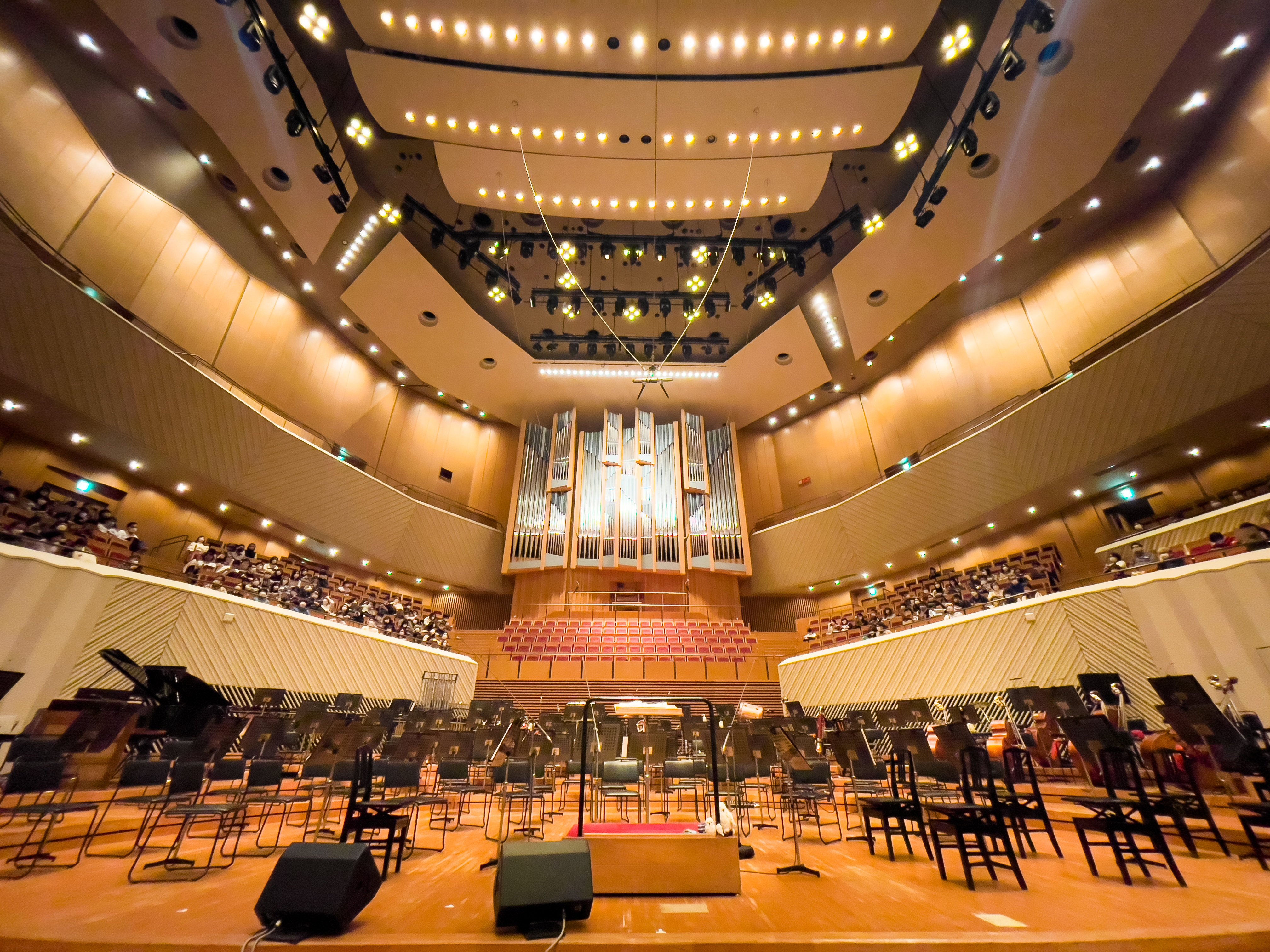
ホール内部

- 音楽ホール 1997席（うち車椅子10席）、パイプオルガン設置のヴィンヤード形式ホール、オーケストラ演奏用の各種舞台装置など
- 音楽工房 市民交流室（150席）、企画展示室、練習室など

「ミューザ川崎シンフォニーホール友の会」が発足し、チケット購入や周辺施設利用での特典が受けられるようになっている。川崎市民や洗足学園音楽大学など市内の音楽団体にも開放されている。
川崎市の新たな文化的シンボルとしての期待は大きいが、230億円の建設費の償還や、川崎市市民ミュージアムで問題になっている採算性の確保には疑問の声もあった。しかし平成19年度時点で、年間入場者数は約20万人に達し、音楽ホールの日数利用率は99%と高い水準にある。
開演ベルには、川崎市と友好都市提携を結んでいるオーストリア・ザルツブルク州から贈られたザルツブルク大聖堂の鐘の音が用いられている。
音楽ホールの音響の良さは折り紙つきで、海外の大物音楽家は来日の度にその豊かで癖の無い柔らかな残響を絶賛している。開館初年度にベルリン・フィルハーモニー管弦楽団と来日し、その後も再来日している指揮者サイモン・ラトルは、公演直後に「(カラヤンがサントリーホールについて述べたところの)正に音の宝石箱」「世界屈指の音響を誇る名ホール」「このような素晴らしい会場を持つあなた方は大変幸せです」「このホールの響きは素晴らしく、ベルリンに持って帰りたい」とホールの感想を述べている。ミューザをフランチャイズとしている東京交響楽団音楽監督ユベール・スダーンも、「海外のアーティストたちは日本に来た時に必ず『このホールが自分の国にあったらいいのに』と言いますよ」と語っている。 内部の独特な形状に聴衆の賛否両論はあるものの、座席位置による音響にさほど違いが無く、ホールの容積に対して客席と舞台の距離が大変短いこと、左右非対称の壁面が特殊な反響板として機能していることが、そのような音響を生む所以となっている。

## アクセス
- JR川崎駅西口（駅前）
- 川崎市交通局ではコンサート終演後の交通機関として、宮前平駅経由新百合ヶ丘駅行きのバス「快速ミューザ」を運行していた。

## 東日本大震災による被害
2011年3月11日、同ホールは、東日本大震災及びその余震のため、天井の仕上材の大部分が客席に崩落する被害を受けた。負傷者はなかったが、その後は復旧工事のため、2013年3月31日までの約2年間にわたり閉館された。この間、予定されていた催事は中止あるいは延期の上、代替会場にて行われた。復旧工事に要した費用は約18億7000万円。同時にこの改修で、震度7程度の揺れでも天井の落下を防ぐ補強が行われた。音響効果も震災前と同じ状態に復元された。
この被害については、川崎市の調査委員会が工事に問題があったとする報告書をまとめ、市は設計・施工を行った業者に対し復旧に要した費用を損害賠償請求した。しかし業者がこれに応じないことから、2013年8月9日に川崎市は横浜地方裁判所に訴訟を提起した。